# 狭串光鱼
狭串光鱼（学名：Vinciguerria attenuata）为輻鰭魚綱巨口魚目光器魚科串光鱼属的鱼类，俗名长尾串灯鱼。分布于太平洋、大西洋、南非近海、地中海以及南海等海域，垂直分布约2000-100米，體長可達4.5公分，會進行垂直洄游，以小型甲殼類為食。